# Vánoční cukroví

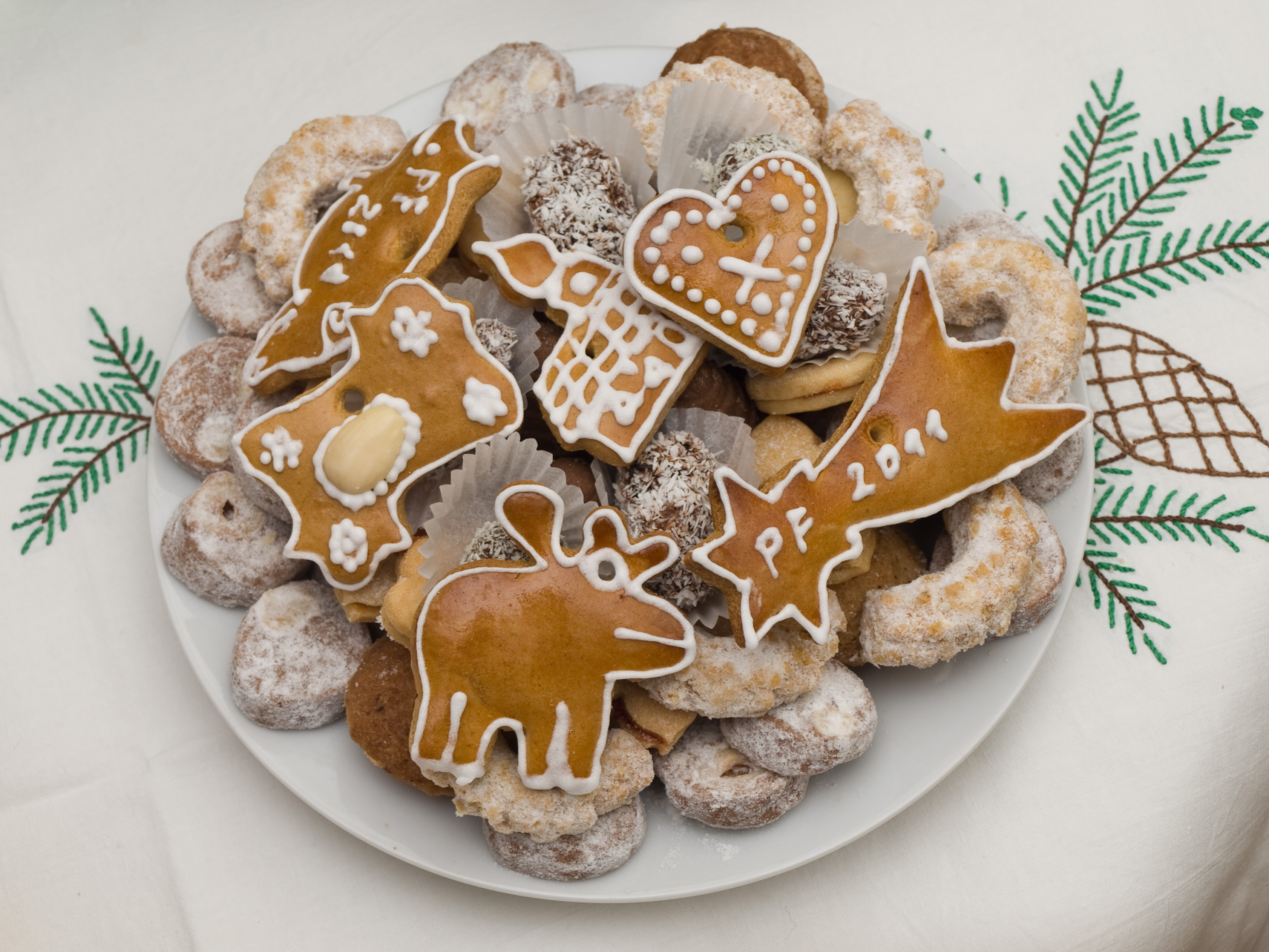
Perníčky, kokosové koule, pracny, vanilkové rohlíčky

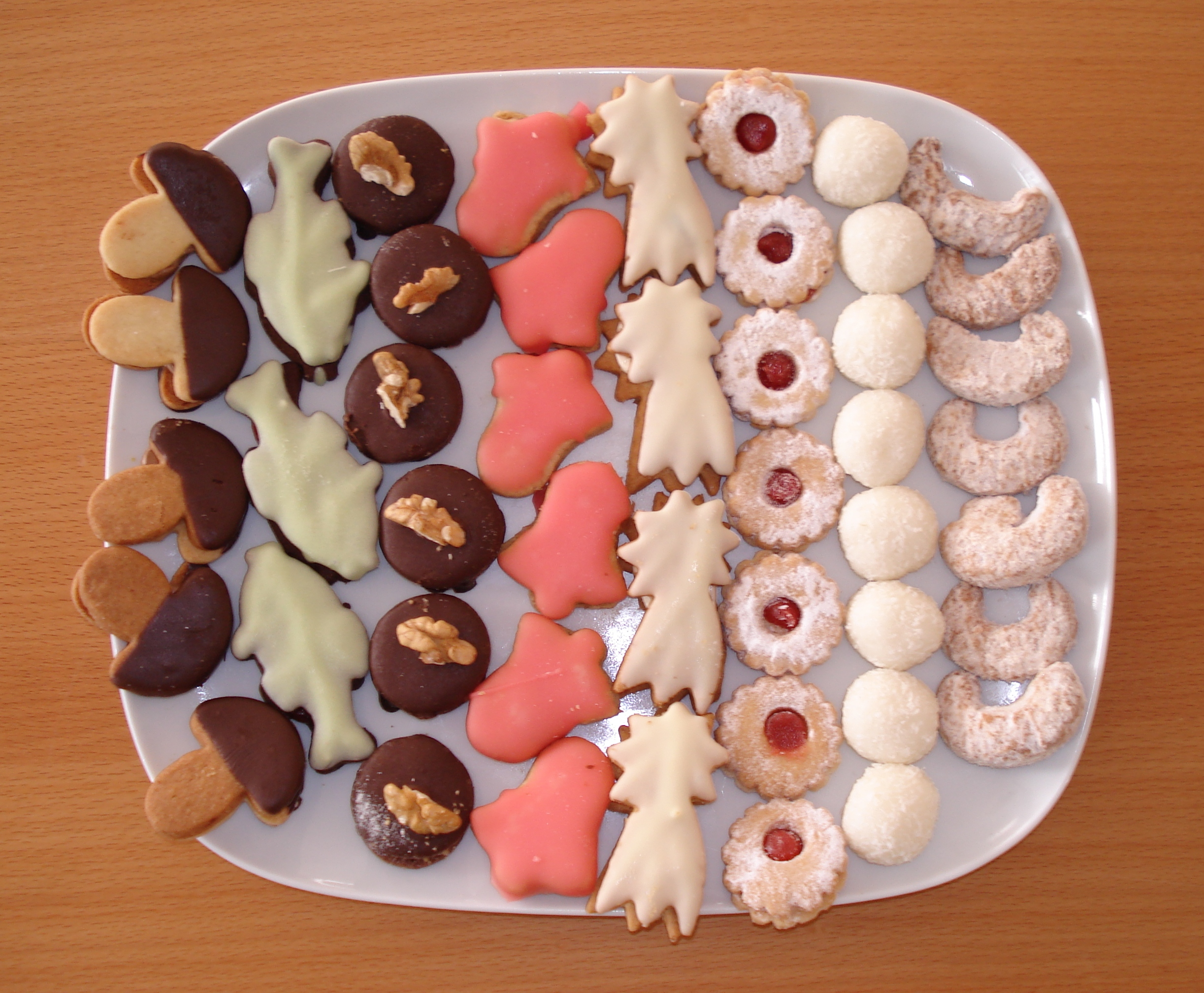
Linecké, domácí raffaelo, perníčky, vanilkové rohlíčky

Vánoční cukroví jsou druhy cukroví typicky připravované v období Vánoc a patří k nejrozšířenějším tradicím Vánoc v mnoha zemích.

## Tradice
Historie vánočního cukroví by měla sahat přibližně do 16. století, kdy první cukroví nemělo mít dnešní podobu. Dřívější podobou cukroví byly figurky z ovoce, které děti po tom, co si s nimi pohrají, měly sníst. Cukroví v historii mělo i ochranářskou funkci, kdy mělo chránit rodinu a celé hospodářství před temnými silami. Typickým příkladem je cukroví v podobě vykrajovaných zvířat, kdy to mělo chránit živá zvířata v hospodářství, cukroví ve tvaru kruhu bylo symbolem slunce a věšelo se na domy či ovocné stromy. Cukroví se mělo dle tradice péct pouze z mouky z vlastní úrody, to symbolizovalo to, aby v příštím roce přišla také vysoká úroda. Těsto se z rukou mělo otírat o stromy a zbylá voda z těsta se lila do krmení hovězího dobytka, aby nadále dobře dojil.
Cukroví v současné podobě se objevilo během 19. století, patřilo však pouze do bohatých domů. Součástí tehdejšího cukroví byla vzácná koření. Chudší lidé následně pekli spíše z toho, co bylo k dispozici - např. i z pepře či česneku. Uvádí se také to, že nejoblíbenějším cukrovím v 19. století byly karamely, kdy ty byly součástí štědrovečerního stolu nebo vánočního stromečku. Cukroví také bylo pečeno z vánočkového těsta, to bylo připravováno přibližně do druhé světové války, později se objevuje v Polsku. Jednou z častých přísad do cukroví 19. století byl med, ve městech se objevovaly tzv. medáky ze směsi medu, cukru, vajec, másla, mléka a hladké mouky, často se tato směs upravila do podoby placek a následně se upekla a natírala se čokoládovou polevou. Historicky se objevovalo i škvarkové cukroví, kdy to se objevilo dříve na vesnicích a až kolem poloviny 19. století ve městech. Od druhé poloviny 19. století se pekly i tzv. zázvorky z polohrubé mouky, strouhaného zázvoru, cukru a vajec.
Po druhé světové válce se cukroví začalo připravovat i z dalších a dražších surovin, následně se dalo zakoupit i v cukrárnách. Nejoblíbenějšími druhy v Česku jsou vanilkové rohlíčky, linecké koláčky, kokosové kuličky či plněné košíčky.

## Cukroví v Česku
Většina z vánočních cukroví se v Česku připravuje pečením ze směsi mouky, cukru, vajec a másla, k tomuto základu se pak podle druhu cukroví přidává kakao, čokoláda, vlašské a lískové ořechy, strouhaný kokos a kandované ovoce. Mezi typické patří cukroví z lineckého těsta nebo vanilkové rohlíčky. Typickými vůněmi jsou vanilka, rum, skořice. K pečeným cukrovím se v Česku dělají i nepečené druhy.

### Druhy českého vánočního cukroví
- Perník
- Linecká kolečka
- Kokosové pusinky
- Medvědí tlapky
- Myslivecké knoflíky
- Vanilkové rohlíčky
- Vosí hnízda nebo úlky
- Pracny
- Podvodnice
- Modlitbičky
- Masarykovo cukroví
- Brněnské dortičky
- Dortoletky
- Ořechy
- Ořechové mušličky
- Zázvorky
- Sádlové koláčky
- Vínové cukroví
- Ořechové rohlíčky s krémem
- Marokánky
- Nepečené cukroví
- Mrkvové cukroví[3]

- RAW cukroví
- Rumové koule

## Další národy
Romové tradičně pekli o Vánocích namísto vánočního cukroví zákusek zvaný šinga.
V Belgii, Nizozemsku, Porýní a Vestfálsku se na Vánoce peče spekulatius, pečivo z křehkého těsta.

## Galerie

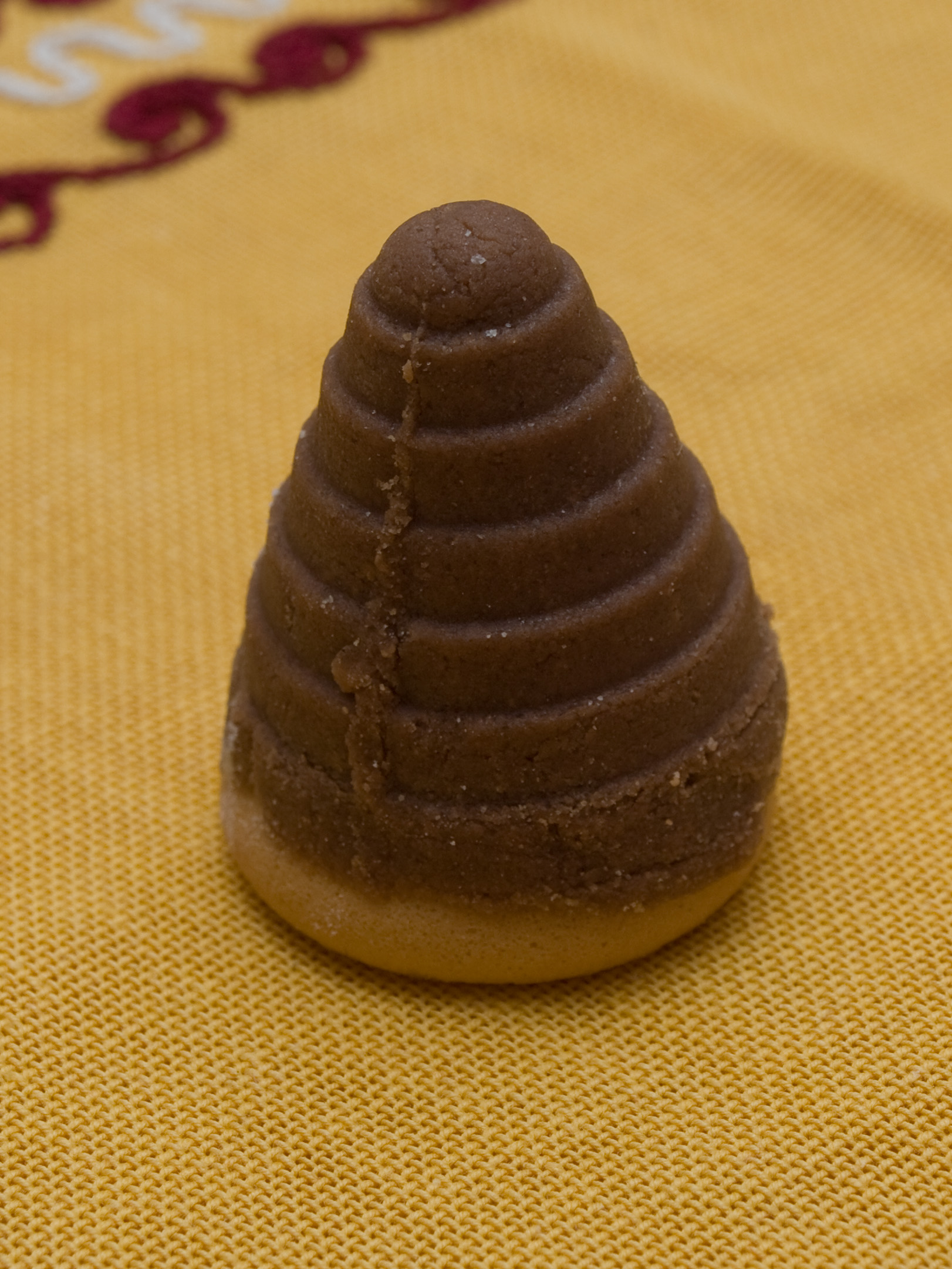
Vosí hnízdo
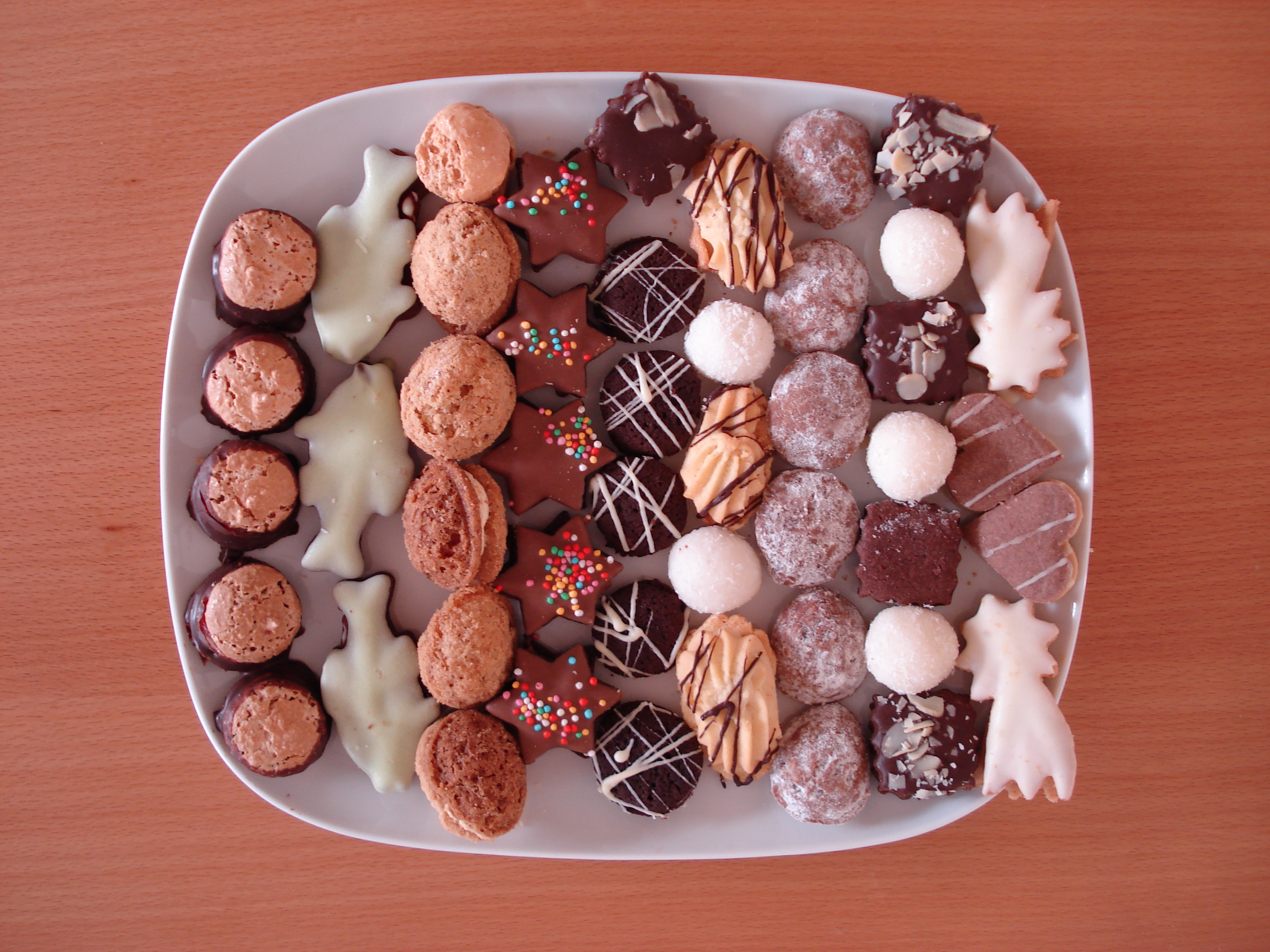
Kokosky, pracny, perníčky, linecké
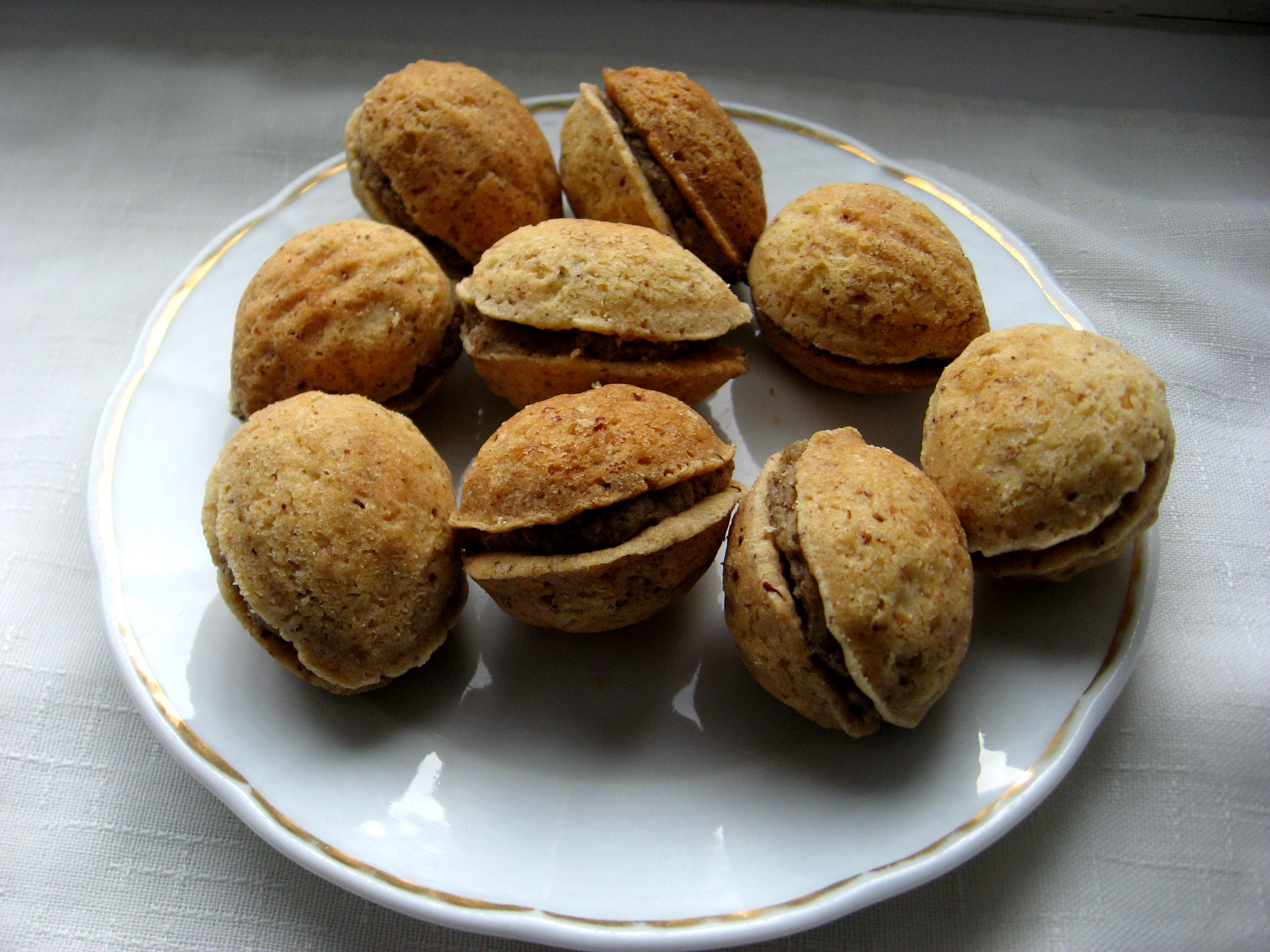
Ořechy
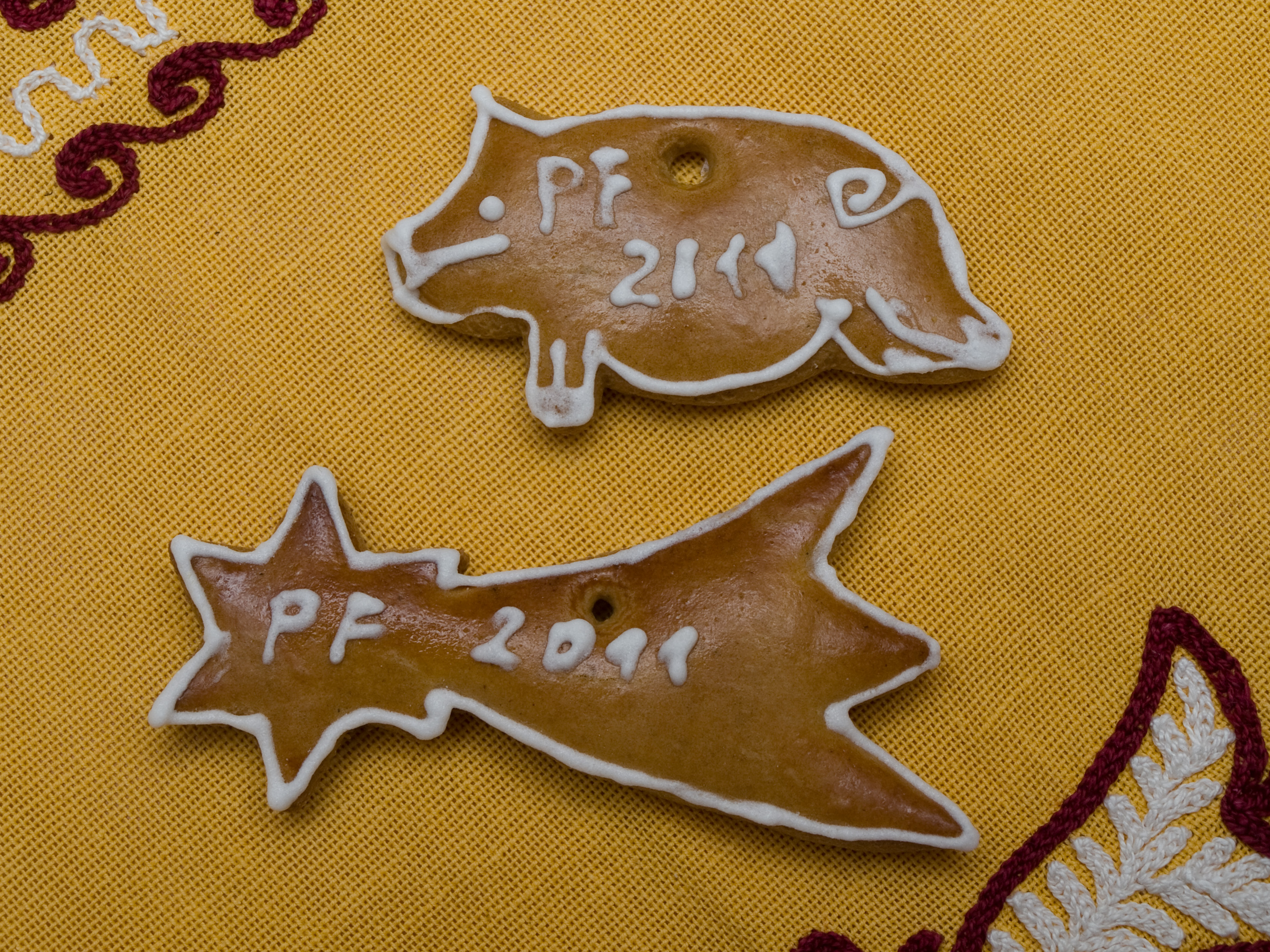
Perníčky
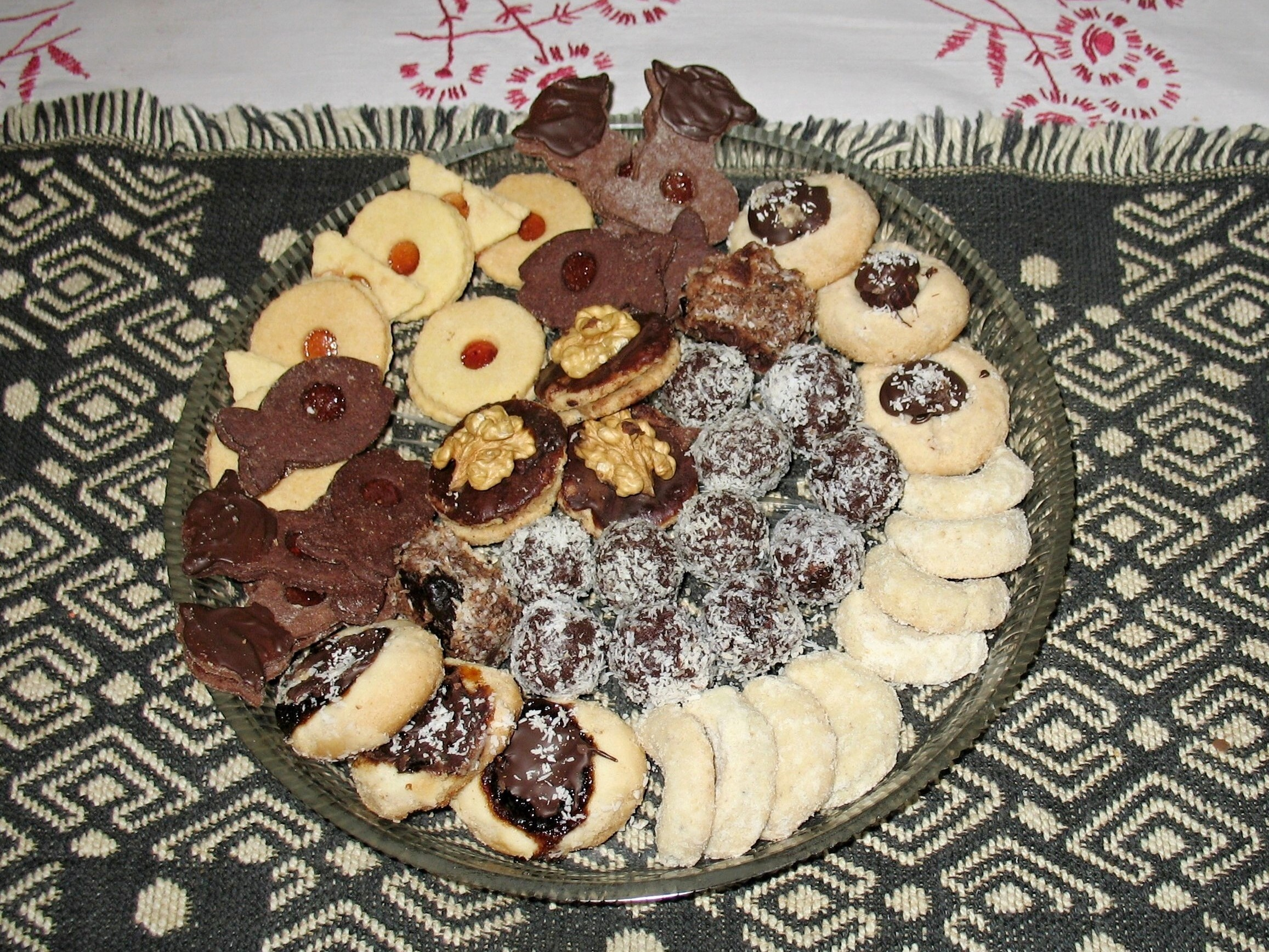
Různé druhy cukroví
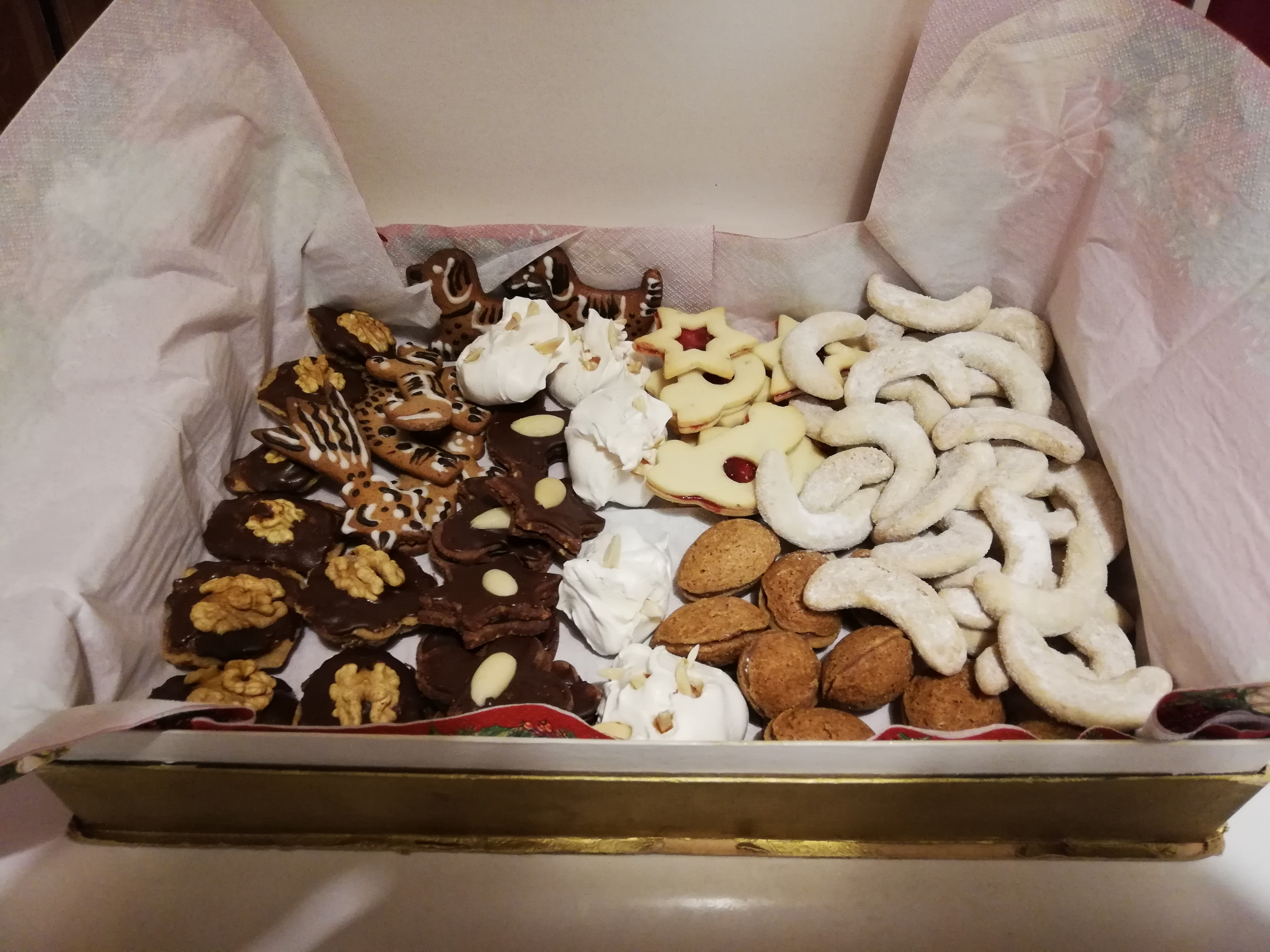
Pracnové košíčky, perníčky, slepované sušenky s čokoládovou polevou, pusinky, linecké, vanilkové rohlíčky